# Manfred M. Fichter
Manfred M. Fichter (* 19. September 1944 in Beilngries im Altmühltal) ist ein deutscher Psychiater, Ärztlicher und Psychologischer Psychotherapeut und Psychosomatiker.
Fichter leitete von 1985 bis 2009 die Medizinisch-Psychosomatische Klinik Roseneck sowie 1985 bis 2022 den Forschungsbereich Epidemiologie und Evaluation an der Klinik und Poliklinik für Psychiatrie und Psychotherapie der Ludwig-Maximilians-Universität München. Er gilt als Spezialist für Diagnostik, Therapie und Therapieforschung für psychosomatische Erkrankungen, insbesondere auch für Essstörungen (Anorexia nervosa, Bulimia nervosa, Binge-Eating-Störung) sowie für die psychiatrische Epidemiologie.

## Werdegang
Fichter absolvierte ein Studium der Medizin in Heidelberg, Innsbruck und Köln sowie das Studium der Psychologie in Heidelberg (1964–1974/75). Seine Approbation als Arzt war 1971. Im gleichen Jahr schloss er seine experimentell chirurgische Promotion zum Thema „Blutgerinnung bei Operationen am extrakorporalen Kreislauf“ an der Universität Heidelberg ab. Von 1972 bis 1974 war er als Postdoctoral Fellow in den USA vorwiegend in der Forschung tätig. Dabei arbeitete er vorwiegend in der Psychotherapieforschung mit Ivar Lovaas und RP Liberman an der University of California, Los Angeles sowie mit Arnold Lazarus an der Rutgers University New Jersey zusammen. 1975 bis 1979 war er wissenschaftlicher Assistent am Max-Planck-Institut für Psychiatrie in München und führte biologisch-psychiatrische und verhaltensmedizinische Forschungsprojekte über Anorexia nervosa sowie zur psychiatrischen Epidemiologie durch. 1979 wurde er Arzt für Psychiatrie sowie Oberarzt an der Psychiatrischen Klinik und Poliklinik der Universität München. In dieser Zeit leitete er am DFG-Sonderforschungsbereich 116 „Psychiatrische Epidemiologie“ ein größeres psychiatrisch-epidemiologisches Forschungsprojekt in Oberbayern. Ergebnisse zur Oberbayerischen Verlaufsuntersuchung wurden in Fachzeitschriften und in einer Monographie im Springer-Verlag 1990 publiziert. 1983 bis 1987 führte er ein von der Wilhelm-Sander-Stiftung gefördertes Forschungsprojekt zur differentiellen Therapieevaluation bei Alkoholabhängigen unter besonderer Berücksichtigung der Einbeziehung von Angehörigen durch (Springer, Monographie, 1992) 1984 schloss Fichter sein Habilitationsverfahren mit der Ausstellung der Lehrbefähigung und Lehrbefugnis (Priv. Doz.) für das Fach Psychiatrie ab. Als wissenschaftlicher Beirat war er in wissenschaftlichen Fachzeitschriften tätig: International Journal of Eating Disorders (1985 bis 2021), European Psychiatry (1985 bis 2009), Verhaltenstherapie Hauptschriftleiter (1995 bis 2007), International Journal of Behavioral Medicine (1985 bis 2005), European Eating Disorder Review (1998 bis 2021), Eating and Weight Disorders (1998 bis 2021), Psychotherapie im Dialog (1998 bis 2010), Der Nervenarzt (1995 bis 2010, 2014 bis 2021), World Journal of Psychiatry (2000 bis 2009).
1985 bis Ende 2009 war er Ärztlicher Direktor und Chefarzt der Medizinisch-Psychosomatischen Klinik Roseneck, die unter seiner Leitung 1985 neu eröffnet wurde und mit einem Kooperationsvertrag mit der Medizinischen Fakultät der LMU München verbunden war. Fichter leitete weiterhin den Forschungsbereich Epidemiologie und Evaluation an der Klinik und Poliklinik für Psychiatrie und Psychotherapie der Ludwig-Maximilians-Universität München.
Fichter führte zahlreiche öffentlich geförderte Forschungsprojekte durch. So forschte er unter anderem 1. zur stationären Behandlung von Magersucht am Max-Planck-Institut für Psychiatrie. 2. zur psychiatrischen Epidemiologie in der Bevölkerung, gefördert von der DFG im Sonderforschungsbereich 116 sowie Anschlussförderungen danach, Er führte 3. ein gerontopsychiatrisches epidemiologisches Projekt in München durch, gefördert vom BMFT 4. ein vom BMBF gefördertes Psychotherapieprojekt zur Rückfallprophylaxe bei Magersüchtigen nach Entlassung aus stationärer Behandlung, ein engagiertes Projekt zu der sozialen Randgruppe der Obdachlosen, gefördert im Münchener Public Health Forschungsverbund sowie ein Projekt, gefördert durch die Price Foundation bzw. das amerikanische National Institute of Mental Health (NIMH) zu Molekulargenetik von Essstörungen.
1991 wurde Fichter zum außerplanmäßigen Professor ernannt. 1994 erhielt Fichter den Ruf auf den C4-Lehrstuhl für Psychiatrie und Psychotherapie an der Humboldt-Universität Berlin (Charité), den er ablehnte. Fichter war zusammen mit de Zwaan Gründer der Deutschen Gesellschaft für Essstörungen DGESS (etwa 2000). 2010 bis 2015 war er Vorsitzender des Wissenschaftlichen Beirats der Schön Klinik und bis 2022 wissenschaftlicher Berater der Schön Klinik.

## Klinik und Forschung
Hauptanliegen von Fichter hinsichtlich Klinik und Forschung war die Verbindung beider Disziplinen: Er förderte psychiatrisch-psychotherapeutische Vorgehensweisen in Praxis und Forschung, suchte Anregungen aus klinischen Erfahrungen und verstand es, präzise Forschungsfragen aus dem klinischen Alltag zu formulieren und die Förderung von Forschungsprojekten zu erlangen. In einer Zeit, als die Psychiatrie sehr von der biologischen Psychiatrie dominiert war, suchte er Wege zur Förderung der Psychotherapie und zur Entwicklung neuer Psychotherapieverfahren eine effizientere und bessere Behandlung von psychisch Kranken.

## Auszeichnungen
Fichter erhielt für seine psychiatrisch-psychotherapeutischen Forschungsarbeiten folgende Auszeichnungen:
- 1980: Hermann-Emminghaus-Preis im Gebiet psychischer Störungen im Jugendalter
- 1991: Hermann-Simon-Preis für sozialpsychiatrische Arbeiten [Büch2]
- 1991: Christina-Barz-Preis für seine Forschungen zur Magersucht
- 2001: Preis der Deutschen Gesellschaft für Gerontopsychiatrie und -psychotherapie für Forschung im Bereich der Depression im höheren Lebensalter
- 2004: International Scientific Award der International Society for Behavioral Medicine
- 2007: International Leadership Award for Research von der Academy of Eating Disorders (AED) für sein Lebenswerk. - Eine Auszeichnung für sein Lebenswerk als Wegbereiter für die Erforschung von Essstörungen.[7]

## Publikationen (Auswahl)
Fichter hat mehr als 760 wissenschaftliche Bücher, Publikationen in Fachzeitschriften und Buchkapitel veröffentlicht.

### Bücher
- M. M. Fichter: Magersucht und Bulimia. (= Monographien aus dem Gesamtgebiet der Psychiatrie. Band 37). Springer Verlag, Berlin / Heidelberg / New York 1985. (ausgezeichnet mit dem Hermann-Emminghaus-Preis – Kinder- und Jugendpsychiatrie).
- M. M. Fichter: Verlauf psychischer Erkrankungen in der Bevölkerung. (= Monographien aus dem Gesamtgebiet der Psychiatrie. Band 60). Springer Verlag, Heidelberg / New York 1990. (ausgezeichnet mit dem Hermann-Simon-Preis 1991 – Sozialpsychiatrie).
- M. M. Fichter, U. Frick: Therapie und Verlauf von Alkoholabhängigkeit. Auswirkungen auf Patient und Angehörige. (= Monographien aus dem Gesamtgebiet der Psychiatrie. Band 69). Springer Verlag, Heidelberg / Berlin / New-York 1992, S. 1–270.
- M. M. Fichter: Magersucht und Bulimie: Mut für Betroffene, Angehörige und Freunde. Karger Verlag, Basel/Freiburg 2007.

### Fachzeitschriften
- M. M. Fichter, H. U. Wittchen: Clinical Psychology and Psychotherapy. A Survey of the Present State of Professionalization in 23 Countries. In: American Psychologist. Band 35, 1980, S. 16–25.
- M. M. Fichter, P. Doerr, K. M. Pirke, R. Lund: Behavior, Attitude, Nutrition and Endocrinology in Anorexia Nervosa. In: Acta Psychiat Scand. Band 66, 1982, S. 429–444.
- M. M. Fichter, S. Weyerer, H. U. Wittchen, H. Dilling: Psychotherapy Services and The Prevalence of Mental Disorders and in Urban and Rural Areas. In: Europ. Arch. Psychiatr. Clin. Neurosci. Band 233, 1983, S. 39–57.
- M. M. Fichter, I. Meister, H. J. Koch: The Measurement of Body Image Disturbances in Anorexia Nervosa. Experimental comparison of different methods. In: Brit. J. Psychiatry. Band 148, 1986, S. 453–461.
- M. M. Fichter, K. M. Pirke, F. Holsboer: Weight Loss Causes Neuroendocrine Disturbances: Experimental Study in Healthy Starving Subjects. In: Psychiatry Research. Band 17, 1986, S. 61–72.
- M. M. Fichter, W. Witzke, K. Leibl, H. Hippius: Psychotropic Drug Use in Representative Community Sample: The Upper Bavarian Study. In: Acta Psychiatrica Scandinavica. Band 80, 1989, S. 68–77.
- M. M. Fichter, S. Weyerer, H. Dilling: The Upper Bavarian Studies Part II: The 5-Year Follow-up Study in Upper Bavaria. In: Acta Psychiatrica Scand. Band 79, Suppl. 348, 1989, S. 130–140.
- M. M. Fichter, K. M. Pirke, J. Poellinger, G. Wolfram, E. Brunner: Disturbances in the Hypothalamo-Pituitary-Adrenal and Other Neuroendocrine Axes in Bulimia. In: Biological Psychiatry. Band 27, 1990, S. 1021–1037.
- M. M. Fichter, R. Noegel: Bulimia Nervosa in Twins. In: International Journal of Eating Disorders. Band 9, Nr. 3, 1990, S. 255–263.
- M. M. Fichter, K. Leibl, W. Rief, E. Brunner, S. Schmidt-Auberger, R. R. Engel: Fluoxetine Versus Placebo: A Double-Blind Study with Bulimic Inpatients Receiving Intensive Psychotherapy. In: Pharmacopsychiatry. Band 24, 1991, S. 1–7.
- M. M. Fichter, N. Quadflieg, W. Rief: Course of Multi-Impulsive Bulimia. In: Psychological Medicine. Band 24, 1994, S. 591–604.
- M. M. Fichter, J. Rehm, M. Elton, H. Dilling, F. Achatz: Mortality Risk and Mental Disorders: Longitudinal Results from the Upper Bavarian Study. In: Psychological Medicine. Band 25, 1995, S. 297–307.
- M. M. Fichter, I. Meller, H. Schröppel, R. Steinkirchner: Dementia and Cognitive Impairment in the Oldest Old in the Community: Prevalence and Comorbidity. In: Brit. J. Psychiatr. Band 166, 1995, S. 621–629.
- M. M. Fichter, R. Krüger, W. Rief, R. Holland, J. Döhne: Fluvoxamine in prevention of relapse in bulimia nervosa: Effects on eating-specific psychopathology. In: J. Clin. Psychopharmacology. Band 16, 1996, S. 9–18.
- M. M. Fichter, M. Koniarczyk, A. Greifenhagen, H. U. Wittchen, P. Koegel, J. Wölz: Mental Illness in a Representative Sample of Homeless Men in Munich, Germany. In: European Archives of Psychiatry and Clinical Neuroscience. Band 246, 1996, S. 185–196.
- M. M. Fichter, W. E. Narrow, M. Roper, J. Rehm, M. Elton, D. S. Rae, B. Z. Locke, D. A. Regier: Prevalence of Mental Illness in Germany and the United States: Comparison of the Upper Bavarian Study and the Epidemiologic Catchment Area Program. In: J. Nerv. Ment. Disease. Band 184, Nr. 10, 1996, S. 598–606.
- M. M. Fichter, S. Glynn, S. Weyerer, R. P. Liberman: Family Climate and Expressed Emotions in the Course of Alcoholism. In: Fam. Process. Band 36, 1997, S. 203–221.
- M. M. Fichter, N. Quadflieg, U. Cuntz: Prävalenz körperlicher und seelischer Erkrankungen in einer repräsentativen Stichprobe obdachloser Männer. In: Deutsches Ärzteblatt. Band 97, Nr. 17, 1997, S. 1148–1154.
- M. M. Fichter, S. Herpertz, N. Quadflieg, B. Herpertz-Dahlmann: Structured Interview for Anorexic and Bulimic Disorders for DSM-IV and ICD-10: Updated (3rd) Revision. In: International Journal of Eating Disorders. Band 24, 1998, S. 227–249.
- M. M. Fichter: Auf ein Wort: Zur kommunikativen Bedeutung des Wortes „eigentlich“ in  der Psychotherapie. In: Verhaltenstherapie. Band 13, 2003, S. 233–235.
- M. M. Fichter, N. Quadflieg: Twelve-year course and outcome of bulimia nervosa. In: Psychological Medicine. Band 34, 2004, S. 1395–1406.
- M. M. Fichter, F. Xepapadakos, N. Quadflieg, E. Georgopoulou, W. E. Fthenakis: A comparative study of psychopathology in Greek adolescents in Germany and in Greece in 1980 and 1998-18 years apart. In: European Archives of Psychiatry and Clinical Neuroscience. Band 254, 2004, S. 27–35.
- P. K. Keel, M. M. Fichter, N. Quadflieg, C. M. Bulik, M. G. Baxter, L. Thornton, K. A. Halmi, A. S. Kaplan, M. Strober, D. B. Woodside, S. J. Crow, J. E. Mitchell, A. Rotondo, M. Mauri, G. Cassano, J. Treasure, D. Goldman, W. Berrettini, W. H. Kaye: Application of a latent class analysis to empirically define eating disorder phenotypes. In: Archives of General Psychiatry. Band 61, 2004, S. 192–200.
- M. M. Fichter, N. Quadflieg, S. Hedlund: Twelve-year course and outcome predictors of anorexia nervosa. In: International Journal of Eating Disorders. Band 39, Nr. 2, 2006, S. 87–100.
- M. M. Fichter, M. Cebulla, S. Naab, N. Quadflieg: Guided Self-help for Binge-eating/purging Anorexia Nervosa before Inpatient Treatment. In: Psychotherapy Research. Band 18, Nr. 5, 2008, S. 594–603, doi:10.1080/10503300802123252
- M. M. Fichter, N. Quadflieg, S. Hedlund: Long-term Course of Binge Eating Disorder and Bulimia Nervosa: Relevance for Nosology and Diagnostic Criteria. In: International Journal of Eating Disorders. Band 41, Nr. 7, 2008, S. 577–586, doi:10.1002/eat.20539.
- M. M. Fichter, N. Quadflieg, U. C. Fischer, G. Kohlböck: Twenty-five-year course and outcome in anxiety and depression in the Upper Bavarian Longitudinal Community Study. In: Acta Psychiatr Scand. Band 122, Nr. 1, 2010, S. 75–85, doi:10.1111/j.1600-0447.2009.01512.x
- M. Fichter, N. Quadflieg, K. Nisslmüller, S. Lindner, B. Osen, T. Huber, W. Wünsch-Leiteritz: Does internet-based prevention reduce the risk of relapse for anorexia nervosa? In: Behaviour Research and Therapy. Band 50, Nr. 3, 2012, S. 180–190, doi:10.1016/j.brat.2011.12.003.
- M. Fichter, N. Quadflieg, S Lindner: Internet-based relapse prevention for anorexia nervosa: Nine-month follow-up. In: Journal of Eating Disorders. Band 1, 2013, S. 23, doi:10.1186/2050-2974-1-23
- M. M. Fichter, N. Quadflieg, B. Gierk, U. Voderholzer, J. Heuser: The Munich Eating and Feeding Disorder Questionnaire (Munich ED-Quest) DSM-5/ICD-10: Validity, Reliability, Sensitivity to Change, and Norms. In: European Eating Disorder Review. Band 23, Nr. 3, 2015, S. 229–240, Published online in Wiley Online Library, doi:10.1002/erv.2348.
- M. M. Fichter, N. Quadflieg: Mortality in eating disorders – Results of a large prospective clinical longitudinal study. In: International Journal of Eating Disorders. Band 49, 2016, S. 391–401. doi:10.1002/eat.22501.
- M. M. Fichter, N. Quadflieg, R. D. Crosby, S. Koch: Long-term outcome of anorexia nervosa: Results from a large clinical longitudinal study. In: International Journal of Eating Disorders. Band 50, 2017, S. 1018–1030, doi:10.1002/eat.22736. Epub 2017 Jun 23
- M. M. Fichter (2019): Epidemiologie der Ess- und Fütterstörungen. In: S. Herpertz, M. Fichter, B. Herpertz-Dahlmann, B. Tuschen-Caffier, A. Zeeck (Hrsg.): S3-Leitlinie Diagnostik und Behandlung der Essstörungen. Springer Verlag, Heidelberg / New York 2019, S. 1–18. doi:10.1007/978-3-662-59606-7_1
- S. Herpertz, M. M. Fichter, B. Herpertz-Dahlmann, A. Hilbert, B. Tuschen-Caffier, S. Vocks, A. Zeeck: Diagnosis and treatment of eating disorders. Juli 2020. awmf.org.
- M. M. Fichter, S. Naab, U. Voderholzer, U., N. Quadflieg (2021): Mortality in males as compared to females treated for an eating disorder – A large prospective controlled study. Eating and Weight Disorders. Band 26, S. 1627–1637. doi: 10.1007/s40519-020-00960-1
- M. M. Fichter, N. Quadflieg (2021): How precisely can psychotherapists predict the long-term outcome of anorexia nervosa and bulimia nervosa at the end of inpatient treatment? International Journal of Eating Disorders, Band 54, S. 535–544. doi: 10.1002/eat.23443
- M. M. Fichter, N. Quadflieg (2021): Ess- und Fütterstörungen - Neue Entwicklungen. CME Zertifizierte Fortbildung. Nervenarzt, Band 92, S. 1203–1213. doi: 10.1007/s00115-021-01191-0
- N. Quadflieg, S. Naab, U. Voderholzer, M. M. Fichter (2022): Long-term outcome in males with anorexia nervosa – A prospective, sex-matched study. International Journal of Eating Disorders, 1–6. doi: 10.1002/eat.23672